# Saidmukarram Abduqodirsoda

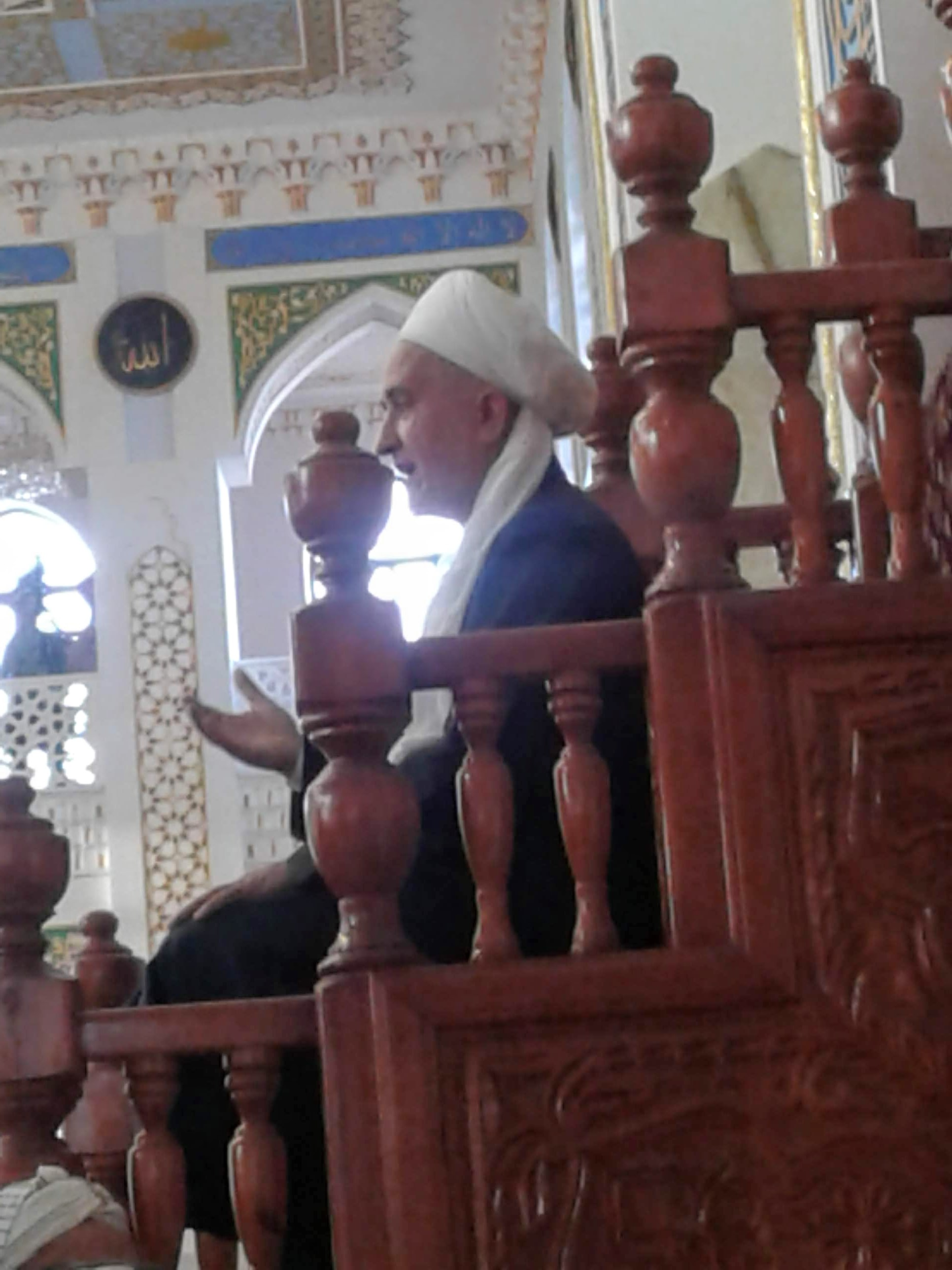

Saidmukarram Abdukodirsoda (tadschikisch Саидмукаррам Абдулқодирзода; * 1963) ist ein tadschikischer Mufti. Er ist der Leiter der „Ulema“ des Islamischen Rates der Republik Tadschikistan (Совет улемов Республики Таджикистан) und gilt damit als der höchste religiöse Führer des Landes.
Der österreichische Bundespräsident Heinz Fischer wurde anlässlich seines Besuches der Haji-Yakub-Moschee 2013 in der Hauptstadt Duschanbe von ihm und dem Vorsitzenden des Komitees für Religionsfragen bei der Regierung, Abdulrahim Kholikov (Абдурахим Холиков), begrüßt.